# سیارک ۱۱۹۸۰
سیارک ۱۱۹۸۰ (به انگلیسی: 11980 Ellis، نامگذاری:1995SP8) یازده هزار و نهصد و هشتادمین سیارک کشف شده‌است که در ۱۷ سپتامبر ۱۹۹۵ کشف شد.
قدر مطلق سیارک برابر ۱۴.۸ است.